# Le Cri du peuple (roman)
Pour les articles homonymes, voir Le Cri du peuple.
Le Cri du peuple est un roman historique de Jean Vautrin paru en 1998.
Le récit se déroule pendant la Commune de Paris — du 17 mars 1871 aux dernières heures de la Semaine sanglante, fin mai 1871 — et présente essentiellement le point de vue des communards et du « petit peuple de Paris ».
Le roman est adapté en bande dessinée par Jacques Tardi, entre 2001 et 2004, avec le même titre.

## Personnages principaux
- Antoine Tarpagnan, officier contraint à la désertion, car ayant refusé de tirer sur le peuple le 18 mars
- Gabriella Pucci, alias « Caf'Conc' », chanteuse de cabaret et cocotte
- Horace Grondin, ancien bagnard devenu un policier ivre de vengeance

## Personnages secondaires
- Ziquet, ex-arpète de « chiftire » devenu soldat prolétarien
- Isidore Mespluchet, commissaire de police
- Edmond Trocard dit « La Joncaille », bandit, chef de la bande de l'Ourcq
- Émile Roussel dit « Fil de fer », serrurier, communard
- Hippolyte Barthélémy, détective subordonné de Grondin

## Commentaires
À certains égards, en particulier du fait du fourmillement de personnages secondaires — voyous, misérables de tout poil, prostituées, souteneurs, forts de halles, monstres de cirque, ouvriers, bistrottiers, croque-morts, hommes d'Église... —, le style n'est pas sans rappeler celui des romans-feuilletons d'Eugène Sue. 
Un grand nombre de personnages historiques se glissent dans la fiction, comme Gustave Courbet, Jules Vallès, Jarosław Dombrowski, etc. D'autres personnages historiques y sont évoqués : Louise Michel et Georges Clemenceau (maire de Montmartre en 1871), Adolphe Thiers (premier président de la Troisième République), Napoléon III et Mac-Mahon (général des Versaillais, ennemi des communards, successeur de Thiers à la présidence de la République).
Si l'intrigue personnelle qui lie les personnages constitue une part importante du roman, le propos principal de l'auteur reste le récit des événements liés à la Commune de Paris, notamment la chute de la colonne Vendôme, symbole du bonapartisme, l'incendie de l'Hôtel de Ville, ou encore les massacres commis de part et d'autre.

## Citation
« Ce n'est pas à coups de bâton, ni à force d'indifférence, qu'on chasse les indigents de toute société humaine. Au contraire, à force de se servir du balai pour les humilier davantage ou de la trique pour les expédier plus loin, nos préfets de police les ont voués à une épouvantable misère... à une effrayante nudité. Ils ont fabriqué aux portes de la ville des ateliers de rancune. Sommes-nous donc aveugles ? Faut-il attendre que les pauvres soient si pauvres qu'il ne leur reste plus que la révolte ? Un jour, les hardes qui pendent au clou deviennent immanquablement l'étendard de la haine ! »